# World Series of Poker 2010
Die World Series of Poker 2010 war die 41. Austragung der Poker-Weltmeisterschaft und fand ab dem 27. Mai 2010 im Rio All-Suite Hotel and Casino in Paradise am Las Vegas Strip statt. Sie endete mit dem Finaltisch des Main Events, der ab 6. November 2010 gespielt wurde.

## Turniere

### Struktur
Neben den insgesamt 57 Pokerturnieren in den verschiedensten Varianten und Limits wurde nach vierjähriger Pause wieder das Tournament of Champions sowie zum vierten Mal das von Annie Duke und Don Cheadle organisierte Benefiz-Turnier Ante Up for Africa veranstaltet. Ausgerichtet wurde die Turnierserie von Harrah’s Entertainment unter der Leitung von Jack Effel als Turnierdirektor. Für die Aufbereitung fürs Fernsehen war der Fernsehsender ESPN verantwortlich.
Die Turniere fanden neben dem Amazon Room (ca. 11.500 m² Fläche) auch im Pavilion Ballroom (ca. 17.000 m²) statt. Durch die größere Spielfläche standen etwa 20 Prozent mehr Tische als im Vorjahr zur Verfügung. Nach dem Rücktritt von Jeffrey Pollack im November 2009 gab es 2010 keinen WSOP Commissioner. Neben kleineren Änderungen wurde weitestgehend das Regelwerk der WSOP 2009 übernommen. Ausgeweitet wurde die Regel 55 über die Benutzung von Mobiltelefonen: Während eines Turniers musste das Mobiltelefon ausgeschaltet sein. Spieler, die nicht in einer Hand waren, durften Texte (via SMS, E-Mail, Twitter etc.) versenden, solange der Empfänger nicht ein Spieler am selben Tisch war. Für Telefongespräche musste ein Mindestabstand von einer Tischlänge vom eigenen Tisch eingehalten werden. Verstöße gegen diese Regel konnten mit der Disqualifikation vom Turnier bestraft werden.
Mitte November 2009 wurde auf der WSOP-Homepage ein Turnierplan veröffentlicht, welcher nach kurzer Zeit wieder entfernt wurde. Von Harrah’s Entertainment gab es dazu keine öffentliche Stellungnahme. Der offizielle Turnierplan wurde am 23. Dezember 2009 bekannt gegeben, welcher fast identisch mit dem zuvor veröffentlichten übereinstimmte. Wie im Vorjahr gab es 57 Bracelets zu gewinnen, darunter in 12 Championship Events (davon 10 offenen). Dabei gab es wieder ein Event mit Addons, ein Rebuy-Turnier fand wie im vorhergehenden Jahr nicht statt.
Die erste größere Änderung war, dass es kein 50.000 US-Dollar teures H.O.R.S.E.-Event mehr gab und stattdessen erstmals die Poker Player’s Championship angeboten wurde. Dabei handelt es sich um ein 8-Game-Turnier, bei dem neben H.O.R.S.E. noch die Varianten No-Limit Hold’em, Pot-Limit Omaha und 2-7 Triple Draw Lowball in die Rotation aufgenommen wurden. Am Finaltisch wurde ausschließlich No-Limit Hold’em gespielt und es gab für den Erstplatzierten neben dem Bracelet auch die Chip Reese Memorial Trophy zu gewinnen. Das teuerste Buy-in für ein H.O.R.S.E.-Turnier war die 10.000 US-Dollar teure H.O.R.S.E Championship.
Gestrichen wurden die Stud High-, Stud Hi-low Split-8 or Better- und Omaha Hi-low Split-8 or Better-Turniere mit einem mittleren Buy-In, so dass für diese Turniere nur die Versionen mit 1.500 $ und 10.000 $ übrig blieben. Diese Entscheidung wurde von vielen Spielern negativ aufgenommen, da dadurch die charakteristische Variantenvielfalt bei der World Series of Poker zugunsten von No-Limit Hold’em aufgegeben wurde. Ebenfalls wurde das Championship Event in der Disziplin Mixed Hold’em (No-Limit/Fixed-Limit) gestrichen. Es entfällt außerdem das zur Feier der 40. World Series of Poker angebotene $40,000 40th Annual No-Limit Hold’em-Turnier. Zum Ausgleich dafür wurde ein $25,000 No-Limit Hold’em / Six-handed-Turnier durchgeführt.
Durch die Streichung der weniger populären Turniere wurden 5 weitere offene $1,000 No-Limit Hold’em dem Turnierplan hinzugefügt, welche an den aufeinanderfolgenden Wochenenden während der World Series, sowie eines am 1. Juli, stattfanden. Man versuchte damit an den Erfolg des im letzten Jahr stattgefundenen $1,000 Stimulus Special anzuschließen, bei dem 6102 Spieler den Rekord für das größte Teilnehmerfeld für ein Nicht-Main-Event-Turnier aufstellten. Vor allem für professionelle Pokerspieler sind diese Low-Limit-Turniere (1.000 $ und 1.500 $) weniger profitabel, da durch ein größeres Startfeld, die geringere Anzahl an Big Blinds und die in diesem Jahr von 9 auf 10 Prozent erhöhte Entry-Fee (Eintrittsgeld) diese ihre Stärken weniger ausspielen können.
Nachdem im Vorjahr der Starttag 1D des Main Events restlos ausverkauft war und etwa 500 Spieler abgewiesen werden mussten, wurde der 4. Juli (Unabhängigkeitstag in den Vereinigten Staaten) als einziger Tag zum spielfreien Tag deklariert. Somit fielen die Starttage 1A bis 1D auf den 5. bis 8. Juli.
Die Turniere wurden auf jeweils drei Spieltage ausgelegt. Ausnahmen hiervon bildeten die Events 3, 13, 24, 36, 47 und 54 mit jeweils zwei ersten Spieltagen und einer Dauer von fünf Tagen (vier Spieltage), Event 57 (Main Event) mit vier ersten sowie zwei zweiten Spieltagen und einer Dauer von 14 Tagen (zehn Spieltage), Event 1 mit zwei Spieltagen, Event 52 mit vier Spieltagen und Event 2 mit fünf Spieltagen. Für die Events 1, 22 und 34 galten gesonderte Teilnahmebedingungen.

### Turnierplan

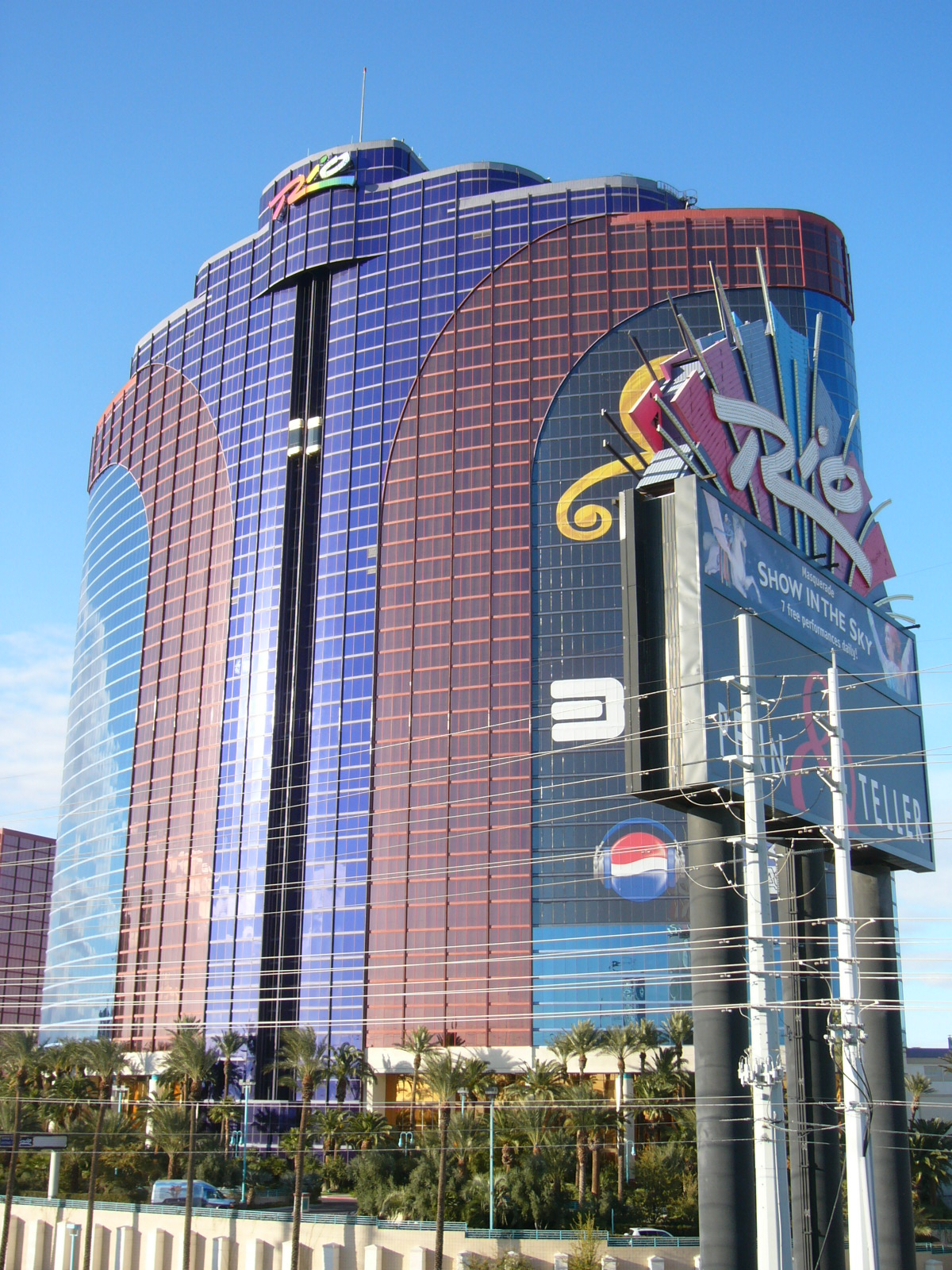
Das Rio All-Suite Hotel and Casino am Las Vegas Strip

Im Falle eines mehrfachen Braceletgewinners gibt die Zahl hinter dem Spielernamen an, das wievielte Bracelet in diesem Turnier gewonnen wurde.
| #  | Buy-in (in $) | Turnier                                               | Turnierbeginn | Teilnehmer | Sieger                  | Herkunft               | Preisgeld (in $) |
| -- | ------------- | ----------------------------------------------------- | ------------- | ---------- | ----------------------- | ---------------------- | ---------------- |
| 1  | 00.500        | Casino Employees No-Limit Hold’em                     | 28. Mai 2010  | 0721       | Hoai Pham               | Vietnam                | 0.071.424        |
| 2  | 50.000        | The Poker Player’s Championship (8-Game)              | 28. Mai 2010  | 0116       | Michael Mizrachi        | Vereinigte Staaten     | 1.559.046        |
| 3  | 01.000        | No-Limit Hold’em                                      | 29. Mai 2010  | 4345       | Adam Daya               | Kanada                 | 0.625.872        |
| 4  | 01.500        | Omaha Hi-low Split-8 or Better                        | 30. Mai 2010  | 0818       | Michael Chow            | Vereinigte Staaten     | 0.237.463        |
| 5  | 01.500        | No-Limit Holdem                                       | 31. Mai 2010  | 2092       | Praz Bansi (2)          | Vereinigtes Konigreich | 0.515.501        |
| 6  | 05.000        | No-Limit Hold’em Shootout                             | 1. Juni 2010  | 0358       | Joshua Tieman           | Vereinigte Staaten     | 0.441.692        |
| 7  | 02.500        | 2-7 Triple Draw Lowball (Limit)                       | 1. Juni 2010  | 0291       | Peter Gelencser         | Ungarn                 | 0.180.730        |
| 8  | 01.500        | No-Limit Hold’em                                      | 2. Juni 2010  | 2341       | Pascal Lefrançois       | Kanada                 | 0.568.974        |
| 9  | 01.500        | Pot-Limit Hold’em                                     | 3. Juni 2010  | 0650       | James Dempsey           | Vereinigtes Konigreich | 0.197.470        |
| 10 | 10.000        | Seven Card Stud Championship                          | 3. Juni 2010  | 0150       | Men Nguyen (7)          | Vereinigte Staaten     | 0.394.807        |
| 11 | 01.500        | No-Limit Hold’em                                      | 4. Juni 2010  | 2563       | Simon Watt              | Neuseeland             | 0.614.248        |
| 12 | 01.500        | Limit Hold’em                                         | 4. Juni 2010  | 0625       | Matt Matros             | Vereinigte Staaten     | 0.189.870        |
| 13 | 01.000        | No-Limit Hold’em                                      | 5. Juni 2010  | 3042       | Steve Gee               | Vereinigte Staaten     | 0.472.479        |
| 14 | 01.500        | 2-7 Draw Lowball (No-Limit)                           | 5. Juni 2010  | 0250       | Yaniv Chen              | Vereinigte Staaten     | 0.092.817        |
| 15 | 10.000        | Seven Card Stud Hi-low Split-8 or Better Championship | 6. Juni 2010  | 0170       | Frank Kassela           | Vereinigte Staaten     | 0.447.446        |
| 16 | 01.500        | No-Limit Hold’em / Six Handed                         | 7. Juni 2010  | 1663       | Carter Phillips         | Vereinigte Staaten     | 0.482.774        |
| 17 | 05.000        | No-Limit Hold’em                                      | 8. Juni 2010  | 0792       | Jason DeWitt            | Vereinigte Staaten     | 0.818.959        |
| 18 | 02.000        | Limit Hold’em                                         | 9. Juni 2010  | 0476       | Eric Buchman            | Vereinigte Staaten     | 0.203.607        |
| 19 | 10.000        | 2-7 Draw Lowball Championship (No-Limit)              | 9. Juni 2010  | 0101       | David „Bakes“ Baker     | Vereinigte Staaten     | 0.294.321        |
| 20 | 01.500        | Pot-Limit Omaha                                       | 10. Juni 2010 | 0885       | John Barch              | Vereinigte Staaten     | 0.256.919        |
| 21 | 01.500        | Seven Card Stud                                       | 10. Juni 2010 | 0408       | Richard Ashby           | Vereinigtes Konigreich | 0.140.467        |
| 22 | 01.000        | Ladies No-Limit Hold’em Championship                  | 11. Juni 2010 | 1054       | Vanessa Hellebuyck      | Frankreich             | 0.192.132        |
| 23 | 02.500        | Limit Hold’em / Six-Handed                            | 11. Juni 2010 | 0384       | Dutch Boyd (2)          | Vereinigte Staaten     | 0.234.065        |
| 24 | 01.000        | No-Limit Hold’em                                      | 12. Juni 2010 | 3289       | Jeffrey Tebben          | Vereinigte Staaten     | 0.503.389        |
| 25 | 10.000        | Omaha Hi-low Split-8 or Better Championship           | 12. Juni 2010 | 0212       | Sam Farha (3)           | Vereinigte Staaten     | 0.488.241        |
| 26 | 02.500        | No-Limit Hold’em / Six-Handed                         | 14. Juni 2010 | 1245       | William Haydon          | Vereinigte Staaten     | 0.630.031        |
| 27 | 01.500        | Seven Card Stud Hi-low 8 or Better                    | 14. Juni 2010 | 0644       | David Warga (2)         | Vereinigte Staaten     | 0.208.682        |
| 28 | 02.500        | Pot-Limit Omaha                                       | 15. Juni 2010 | 0596       | Miguel Proulx           | Kanada                 | 0.315.311        |
| 29 | 10.000        | Limit Hold’em Championship                            | 15. Juni 2010 | 0171       | Matt Keikoan (2)        | Vereinigte Staaten     | 0.425.969        |
| 30 | 01.500        | No-Limit Hold’em                                      | 16. Juni 2010 | 2394       | Mike Ellis              | Vereinigtes Konigreich | 0.581.851        |
| 31 | 01.500        | H.O.R.S.E.                                            | 16. Juni 2010 | 0828       | Konstantin Puchkov      | Russland               | 0.256.820        |
| 32 | 05.000        | No-Limit Hold’em / Six-Handed                         | 17. Juni 2010 | 0568       | Jeffrey Papola          | Vereinigte Staaten     | 0.667.433        |
| 33 | 02.500        | Pot-Limit Hold’em/Omaha                               | 17. Juni 2010 | 0482       | Luis Velador (2)        | Mexiko                 | 0.260.552        |
| 34 | 01.000        | Seniors No-Limit Hold’em Championship                 | 18. Juni 2010 | 3142       | Harold Angle            | Vereinigte Staaten     | 0.487.994        |
| 35 | 10.000        | Heads-Up No-Limit Hold’em Championship                | 18. Juni 2010 | 0256       | Ayaz Mahmood            | Vereinigte Staaten     | 0.625.674        |
| 36 | 01.000        | No-Limit Hold’em                                      | 19. Juni 2010 | 3102       | Scott Montgomery        | Kanada                 | 0.481.760        |
| 37 | 03.000        | H.O.R.S.E.                                            | 19. Juni 2010 | 0478       | Phil Ivey (8)           | Vereinigte Staaten     | 0.329.840        |
| 38 | 10.000        | Pot-Limit Hold’em Championship                        | 20. Juni 2010 | 0268       | Waldemar Kwaysser       | Ungarn                 | 0.617.214        |
| 39 | 01.500        | No-Limit Hold’em Shootout                             | 21. Juni 2010 | 1397       | Steven Kelly            | Vereinigte Staaten     | 0.381.927        |
| 40 | 02.500        | Seven Card Razz                                       | 21. Juni 2010 | 0365       | Frank Kassela (2)       | Vereinigte Staaten     | 0.214.085        |
| 41 | 01.500        | Pot-Limit Omaha Hi-low Split-8 or Better              | 22. Juni 2010 | 0847       | Steve Jelinek           | Vereinigtes Konigreich | 0.245.871        |
| 42 | 01.500        | No-Limit Hold’em                                      | 23. Juni 2010 | 2521       | Dean Hamrick            | Vereinigte Staaten     | 0.604.222        |
| 43 | 10.000        | H.O.R.S.E. Championship                               | 23. Juni 2010 | 0241       | Ian Gordon              | Vereinigte Staaten     | 0.611.666        |
| 44 | 02.500        | Mixed Hold’em (Limit/No-Limit)                        | 24. Juni 2010 | 0507       | Gavin Smith             | Kanada                 | 0.268.238        |
| 45 | 01.500        | No-Limit Hold’em                                      | 25. Juni 2010 | 3097       | Jesse Rockowitz         | Vereinigte Staaten     | 0.721.373        |
| 46 | 05.000        | Pot-Limit Omaha Hi-low Split-8 or Better              | 25. Juni 2010 | 0284       | Christopher Bell        | Vereinigte Staaten     | 0.327.040        |
| 47 | 01.000        | No-Limit Hold’em                                      | 26. Juni 2010 | 3128       | Shawn Busse             | Vereinigte Staaten     | 0.485.791        |
| 48 | 02.500        | Mixed Event (8-game)                                  | 26. Juni 2010 | 0453       | Sigurd Andreas Eskeland | Norwegen               | 0.260.497        |
| 49 | 01.500        | No-Limit Hold’em                                      | 28. Juni 2010 | 2543       | Michael Linn            | Vereinigte Staaten     | 0.609.493        |
| 50 | 05.000        | Pot-Limit Omaha                                       | 28. Juni 2010 | 0460       | Chance Kornuth          | Vereinigte Staaten     | 0.508.090        |
| 51 | 03.000        | Triple Chance No-Limit Hold’em                        | 29. Juni 2010 | 0965       | Ryan Welch              | Vereinigte Staaten     | 0.559.371        |
| 52 | 25.000        | No-Limit Hold’em / Six Handed                         | 30. Juni 2010 | 0191       | Dan Kelly               | Vereinigte Staaten     | 1.315.518        |
| 53 | 01.500        | No-Limit Hold’em Shootout                             | 30. Juni 2010 | 0548       | Brendan Taylor          | Vereinigte Staaten     | 0.184.950        |
| 54 | 01.000        | No-Limit Hold’em                                      | 1. Juli 2010  | 3844       | Marcel Vonk             | Niederlande            | 0.570.960        |
| 55 | 10.000        | Pot-Limit Omaha Championship                          | 1. Juli 2010  | 0346       | Daniel Alaei (3)        | Vereinigte Staaten     | 0.780.599        |
| 56 | 02.500        | No-Limit Hold’em                                      | 2. Juli 2010  | 1942       | Tomer Berda             | Israel                 | 0.825.976        |
| 57 | 10.000        | No-Limit Hold’em Championship (Main Event)            | 5. Juli 2010  | 7319       | Jonathan Duhamel        | Kanada                 | 8.944.310        |

### Main Event

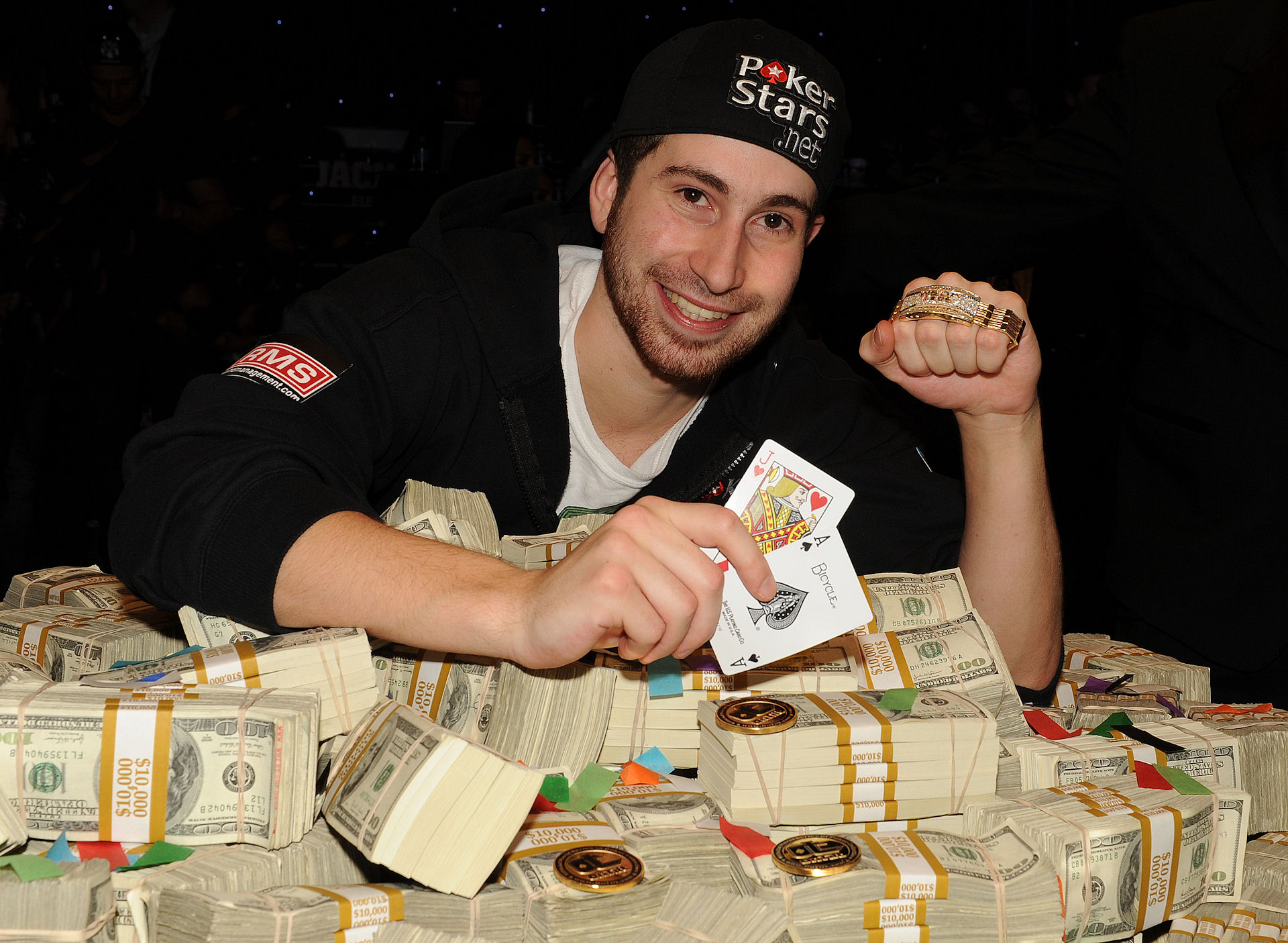
Jonathan Duhamel nach seinem Sieg

Der Finaltisch begann am 6. November 2010. In der finalen Hand gewann Duhamel mit A♠ J♥ gegen Racener mit K♦ 8♦.
| Platz | Herkunft           | Spieler          | Alter * | Preisgeld (in $) |
| ----- | ------------------ | ---------------- | ------- | ---------------- |
| 1     | Kanada             | Jonathan Duhamel | 23      | 8.944.310        |
| 2     | Vereinigte Staaten | John Racener     | 24      | 5.545.955        |
| 3     | Vereinigte Staaten | Joseph Cheong    | 24      | 4.130.049        |
| 4     | Italien            | Filippo Candio   | 25      | 3.092.545        |
| 5     | Vereinigte Staaten | Michael Mizrachi | 29      | 2.332.992        |
| 6     | Vereinigte Staaten | John Dolan       | 24      | 1.772.959        |
| 7     | Vereinigte Staaten | Jason Senti      | 25      | 1.356.720        |
| 8     | Kanada             | Matt Jarvis      | 26      | 1.045.743        |
| 9     | Vereinigte Staaten | Soi Nguyen       | 37      | 0.811.823        |

## Expansion
Im September 2010 wurde zum vierten Mal die World Series of Poker Europe im Empire Casino am Leicester Square in London ausgetragen, bei der es fünf reguläre Bracelets zu gewinnen gab.

## Player of the Year

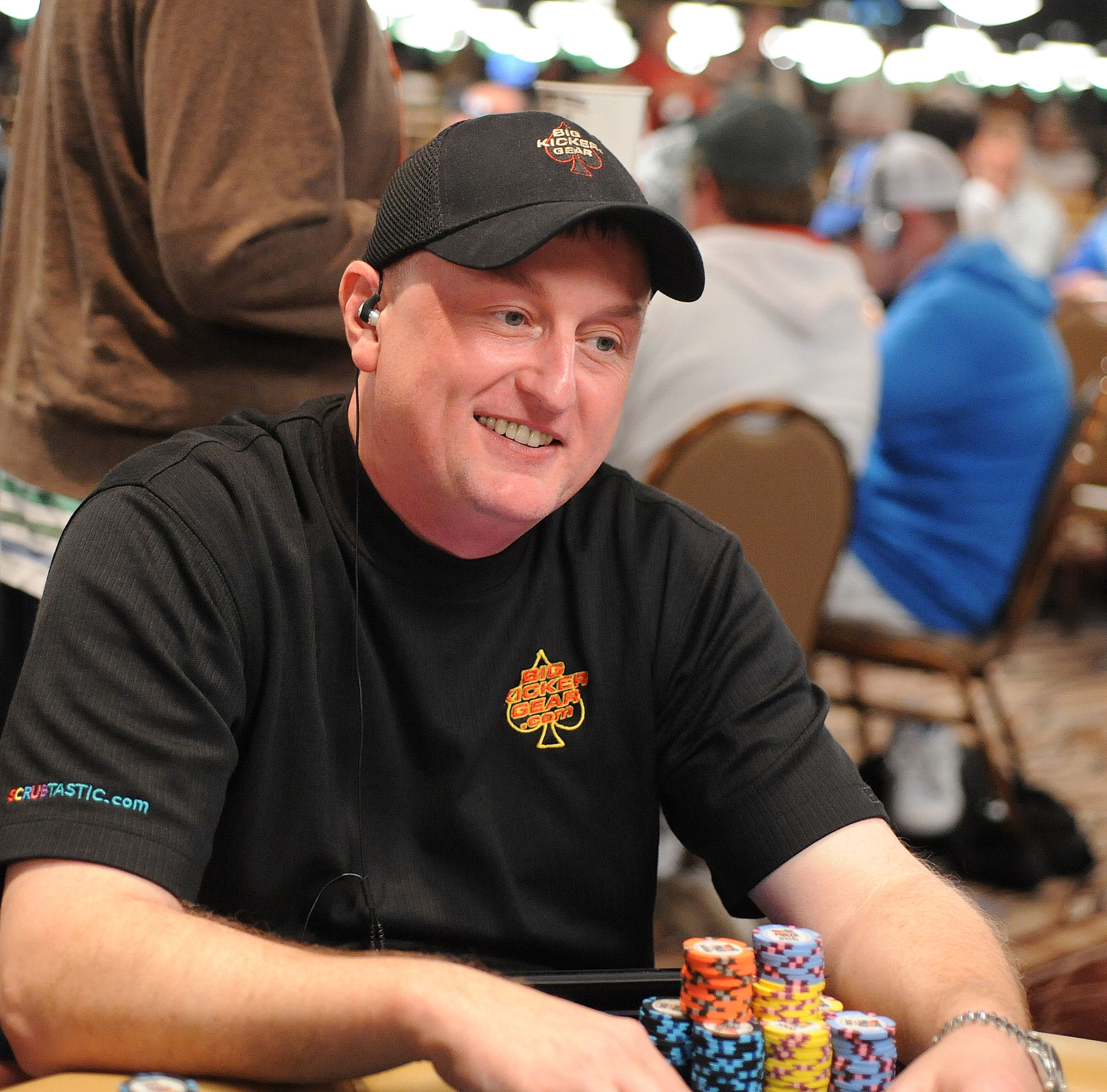
Frank Kassela (2010)

Die Auszeichnung als Player of the Year erhielt der Spieler, der über alle Turniere hinweg die meisten Punkte sammelte. Von der Wertung waren nicht für alle Spieler zugängliche Turniere ausgenommen. Das Ranking beinhaltete auch die Turniere der World Series of Poker Europe. Sieger Frank Kassela gewann zwei Bracelets. Insgesamt erreichte er drei Finaltische und platzierte sich sechsmal in den Geldrängen.
| Platz | Herkunft               | Spieler                | Punkte |
| ----- | ---------------------- | ---------------------- | ------ |
| 1     | Vereinigte Staaten     | Frank Kassela          | 290    |
| 2     | Vereinigte Staaten     | Michael Mizrachi       | 240    |
| 3     | Vereinigte Staaten     | John Juanda            | 225    |
| 4     | Russland               | Wladimir Schtschemelew | 210    |
| 5     | Vereinigte Staaten     | Dan Heimiller          | 205    |
| 6     | Vereinigtes Konigreich | James Dempsey          | 185    |
| 7     | Vereinigte Staaten     | Men Nguyen             | 180    |
| 8     | Vereinigtes Konigreich | Richard Ashby          | 180    |
| 9     | Vereinigte Staaten     | Jeff Papola            | 180    |
| 10    | Vereinigte Staaten     | Allen Kessler          | 175    |